# Головин, Алексей Петрович
Алексе́й Петро́вич Голови́н (25 апреля 1618, Кузнецкий острог — 10 февраля 1690, Тобольск) — боярин из рода Головиных, воевода Симбирска, Астрахани и Тобольска.

## Биография
Родился 25 апреля 1618 года в семье окольничего Петра Петровича Головина.
В 1658—1676 годах — стольник.
В 1673—1675 годах служил воеводой в Синбирске.
В 1677 году упомянут в чине окольничего.
С 1681 года возглавлял Ямской приказ.
С августа 1682 по 24 февраля 1683 года — воевода Астрахани.
В 1683 году стал боярином. Служил в Приказе денежного и хлебного сбора. Помогал своему сыну Фёдору Головину организовать посольство в цинский Китай.
В 1686—1690 годах служил воеводой в Тобольске, укрепил город земляным валом и сделал первое размежевание Сибири. В 1686 году с целью создания новых поселений направил приказчику слободы Царёво Городище Григорию Шарыгину грамоту с повелением, чтобы тот выехал в долину реки Уй и разведал там «про озера и про рыбные ловли по урочищам и про сенные покосы».
В 1686 и 1689 годах делал вклады в Далматовский монастырь.
Со своим братом Михаилом сделал вклад в Симонов монастырь «по дяде своем родном по Василье Петровиче Головине».
Умер 10 февраля 1690 года в Тобольске.
Двор стольника Алексея Головина находился в Москве и впервые упоминается в 1682 году в описи дворов и владельцев от Покровских до Яузских ворот в черте Белого города. Через полтора века этот участок приобрёл генерал Н. З. Хитрово.
Головин интересовался генеалогией (родословием), владел Родословной книгой с подписью латинскими буквами: «Kniha siia Maholemaia Rodoslow domu okolniczeho Alexeia Petrowicza Holowina. Anno Dominum 1683».

## Семья
Дети:
- Фёдор Алексеевич Головин (1650—1706) — дипломат и государственный деятель.
- Алексей Алексеевич Головин (ум. 1718) — генерал-майор.